# Anacamptodes perfectaria
Anacamptodes perfectaria là một loài bướm đêm trong họ Geometridae.